# N-S 70a Josef
N-S 70a Josef (někdy také Josef Bartoň nebo Na kopečku I) je samostatný pěchotní srub těžkého opevnění, který byl součástí pevnostního systému předválečné Československé republiky. Nachází se v katastru Dobrošov (součást města Náchod), v lese asi 30 m jihovýchodně od vrcholku Malinové hory, v nadmořské výšce 636 m. Jeho pravým sousedem je nepostavený srub N-S 69 Celnice (vzdálený 540 m), levým N-S 70b Cyril (vzdálený 67 m). N-S 64 je samostatný, jednostranný, pravokřídlý, dvoupodlažní pěchotní srub, postavený ve II. stupni odolnosti. 
Se svým sousedem N-S 70b tvoří taktickou dvojici, původně byl na Malinové hoře plánován jen jeden objekt N-S 70, později byl z důvodu konfigurace terénu, podobně jako na mnoha jiných místech, rozdělen na dvojici objektů, jeden pravostranný a jeden levostranný, jejichž označení je rozlišeno písmeny a, b. 
Krycí názvy této dvojice objektů "Josef" a "Cyril" byly dány na počest dvou bratrů, šlechticů a textilních velkoprůmyslníků z Náchoda, Josefa a Cyrila Bartoňů z Dobenína, kteří významně přispěli na stavbu opevnění.

## Historie
Pěchotní srub byl postaven na jaře 1938 v režii ŽSV Náchod v rámci stavebního podúseku 3. / V. – Polsko. Betonáž objektu proběhla ve dnech 21. - 25. dubna 1938.
V době Mnichovské dohody byl objekt stavebně dokončen, opatřen zvony, z větší části vybaven a vyzbrojen.
Pěchotní sruby N-S 70a, N-S 70b a N-S 71 v sousedství dělostřelecké tvrze Dobrošov obsazovali říslušníci 6./18. hraničářské roty npor.pěch. Jana Vozničky, kteří byli ubytování v Jiráskově chatě.
Po odstoupení pohraničí zůstal objekt spolu s velkou částí linie opvenění na Náchodsku na československém území. Za německé okupace byly vytrženy zvony, zůstaly ale zachovány střílny hlavních zbraní. V té době byla také zničena blízká linie lehkého opevnění vzor 37, jak bylo na území protektorátu pravidlem.
Objekt prošel společně se sousedními N-S 70b a  N-S 71 obdobnou přestavbou, jaká proběhla na tvrzi Hanička u Rokytnice v Orlických horách. Přestavba probíhala od roku 1986 d začátku 90. let. objekt Měl zajistit zálohu náhradního zdroje elektrické energie využitou k telekomunikačním a spojovacím účelům pro vedení války - výzkum armády, vnitra a potřeby StB. Tento přísně tajný projekt financovaný Federálním ministerstvem vnitra nese krycí název KAHAN etapa III (KAHAN I-II tvoří tvrz Hanička) Srub N-S 70a neprošel na rozdíl od N-S 71 Sedlo tak rozsáhlými změnami. Měl sloužit již jako „rozvodna“ a zázemí hlavního vedení Objektu Kahanu III. V roce 1991 byl projekt ze strany ministerstva vnitra pozastaven a k jeho dokončení již nikdy nedošlo. . Zatímco bývalý srub N-S 71 Sedlo je pro veřejnost otevřen jako muzeum, objekty N-S 70a,b zůstaly veřejnosti nepřístupné. Nachází spolu s vysílačem za vysokým plotem z vlnitého plechu, areál patří Policii ČR.

## Výzbroj
hlavní zbraně na pravé straně
- 2 zbraně D (samostatné těžké kulomety vz.37 ráže 7,92 mm)

další výzbroj
- 3 zbraně N (lehké kulomety vz. 26) k ochraně střílen hlavních zbraní a prostoru před vchodem
- 1 zbraň N v pancéřovém zvonu určená k ochraně okolí objektu
- 2 granátové skluzy
- 1 pozorovací zvon ZP

## Okolní objekty
- N-S 69 Celnice
- N-S 70b Cyril